# Misso
Misso este o arie protejată (arie de protecție specială avifaunistică — SPA) din Estonia întinsă pe o suprafață de 2.839,5 ha, integral pe uscat.

## Localizare
Centrul sitului Misso este situat la coordonatele 57°34′48″N 27°13′49″E / 57.5801°N 27.2303°E.

## Înființare
Situl Misso a fost declarat arie de protecție specială avifaunistică în aprilie 2004 pentru a proteja 2 specii de animale.

## Biodiversitate
Situată în ecoregiunea boreală, aria protejată nu include niciun habitat protejat.
La baza desemnării sitului se află mai multe specii protejate de  păsări (2): cufundar polar (Gavia arctica),  cocoș de munte (Tetrao urogallus).